# Вінсент (Огайо)
Вінсент (англ. Vincent) — переписна місцевість (CDP) в США, в окрузі Вашингтон штату Огайо. Населення — 329 осіб (2020).

## Географія
Вінсент розташований за координатами 39°22′31″ пн. ш. 81°40′16″ зх. д. / 39.37528° пн. ш. 81.67111° зх. д. (39.375309, -81.671173).  За даними Бюро перепису населення США в 2010 році переписна місцевість мала площу 1,00 км², з яких 0,99 км² — суходіл та 0,00 км² — водойми.

## Демографія
Згідно з переписом 2010 року, у переписній місцевості мешкало 339 осіб у 137 домогосподарствах у складі 96 родин. Густота населення становила 341 особа/км².  Було 149 помешкань (150/км²).
Расовий склад населення:
| - 95,9 % — білих - 2,9 % — чорних або афроамериканців - 0,6 % — корінних американців |

До двох чи більше рас належало 0,6 %. Частка іспаномовних становила 2,1 % від усіх жителів.
За віковим діапазоном населення розподілялося таким чином: 23,3 % — особи молодші 18 років, 63,4 % — особи у віці 18—64 років, 13,3 % — особи у віці 65 років та старші. Медіана віку мешканця становила 40,2 року. На 100 осіб жіночої статі у переписній місцевості припадало 92,6 чоловіків;  на 100 жінок у віці від 18 років та старших — 98,5 чоловіків також старших 18 років.
Середній дохід на одне домашнє господарство  становив 32 513 долари США (медіана — 34 702), а середній дохід на одну сім'ю — 35 584 долари (медіана — 40 114). 
Цивільне працевлаштоване населення становило 137 осіб. Основні галузі зайнятості: виробництво — 48,2 %, освіта, охорона здоров'я та соціальна допомога — 27,7 %, мистецтво, розваги та відпочинок — 24,1 %.